# René Babušík
René Babušík (* 28. února 1962) je bývalý slovenský fotbalový brankář.

## Fotbalová kariéra
V československé lize hrál za Slovan Bratislava. Nastoupil ve 2 ligových utkáních, debutoval 11.11.1984. V 1. slovenské národní fotbalové lize nastoupil za ZŤS Košice a Chemlon Humenné v 96 utkáních.

## Ligová bilance
| Ročník                                      | Zápasy | Góly | Minuty | Klub              |
| ------------------------------------------- | ------ | ---- | ------ | ----------------- |
| 1. slovenská národní fotbalová liga 1983/84 | 10     | 0    | -      | ZŤS Košice        |
| 1. slovenská národní fotbalová liga 1984/85 | 4      | 0    | -      | ZŤS Košice        |
| 1. československá fotbalová liga 1984/85    | 2      | 0    | 148    | Slovan Bratislava |
| 1. slovenská národní fotbalová liga 1985/86 | 15     | 0    | -      | Chemlon Humenné   |
| 1. slovenská národní fotbalová liga 1986/87 | 24     | 0    | -      | Chemlon Humenné   |
| 1. slovenská národní fotbalová liga 1987/88 | 30     | 0    | -      | Chemlon Humenné   |
| 1. slovenská národní fotbalová liga 1988/89 | 13     | 0    | -      | Chemlon Humenné   |
| CELKEM                                      | 2      | 0    | 148    |                   |